# 愛知中学校・高等学校
愛知中学校・高等学校（あいちちゅうがっこう・こうとうがっこう）は、愛知県名古屋市千種区光が丘に所在し、中高一貫教育を提供する私立中学校・高等学校である。

## 概要
1876年（明治9年）の設立以来長らく男子校であったが、中学校は2004年（平成16年）度、高校は2005年（平成17年）度入学生より男女共学となった。
曹洞宗専門学支校として設立された経緯を持ち、現在も仏教の授業が行なわれている。
同名の滋賀県愛知郡にある愛知中学校とは無関係である。
1882年（明治15年）頃、渋江保が校長を務めていたことがある。

## 沿革
- 1876年（明治9年） - 曹洞宗専門支校として開校。
- 1902年（明治35年） - 「曹洞宗第三中学林」と改称。
- 1921年（大正10年） - 千種区楠元町（現在の愛知学院大学楠元キャンパスの場所）に移転。
- 1925年（大正14年） - 「愛知中学校」と改称。
- 1947年（昭和22年） - 新制中学校を開設。
- 1948年（昭和23年） - 新制高等学校及び新制定時制高等学校を開設。
- 1951年（昭和26年） - 多々良学園を独立し、法人名を愛知学院とする。
- 1967年（昭和42年） - 高等学校・中学校、現在地の千種区光が丘に移転。
- 1992年（平成4年）4月 - 中学校再開。
- 2004年（平成16年） - 中学校男女共学化。
- 2005年（平成17年） - 高等学校男女共学化。

## 進路
3ヶ年コースと6ヶ年コースがあり、それぞれ進学クラスと特進クラスがある。また二年生進学時から、難関の医歯薬系大学への進学を目的とした医歯薬クラスが3ヶ年コースに設けられる。3ヶ年コースでは他にも、理系の国公立大・難関私立大への進学を目的とした理系選抜クラス、文系の国立大・難関私立大への進学を目的とした文系選抜クラスが設けられる。これらのクラスへは、主に1年次に選抜クラスに所属していた生徒が進級するが、2年生、3年生への進級時に、進学クラスの成績上位者も志願すれば転入できることがある。
なお、2024年度に国際教養コースが導入された。入学時に当コースを選択すると3年間でコース独自のカリキュラムや海外研修を通して主に英語力の強化と国際感覚の定着を図ることができる。

## 愛知中学校
愛知高校の敷地内には愛知中学校があり、中学校からの内部進学もある。2004年（平成16年）度から高校より一年早く共学となっている。2006年（平成18年）度からは完全共学となっている。

## 部活動
2024年（令和6年）現在、34の部活動・同好会がある。

### 運動部
- アーチェリー部
- 合気道部
- 剣道部
- 硬式テニス部
- 硬式野球部
- ゴルフ部
- サッカー部
- 水泳部
- 体操部
- 卓球部
- ダンス部
- 軟式野球部
- バスケットボール部
- ハンドボール部
- ラグビー部
- 陸上競技部

### 文化部
- 囲碁将棋部
- 英語研究部
- 演劇部
- 科学部
- 合唱部
- 家庭科研究部
- 茶華道部
- 写真部
- 宗教部
- 書道部
- 吹奏楽部
- パソコン部
- 美術部
- 文芸部
- 放送部
- 歴史文化研究部

### 同好会
- 陶芸同好会
- ボランティア同好会

## 著名な卒業生
- 大橋一郎（元プロ野球選手）
- 平岩嗣朗（元プロ野球選手）
- 金田高義（元プロ野球選手）
- 金田星雄（元プロ野球選手）
- 山本寛（元プロ野球選手）
- 中条博（元プロ野球選手）
- 杉浦享（元プロ野球選手・ヤクルトスワローズ）
- 金田留広（元プロ野球選手）
- 浜田一夫（元プロ野球選手）
- 彦野利勝（元プロ野球選手・中日ドラゴンズ）
- 関屋智義（元プロ野球選手）
- 祖父江大輔（プロ野球選手・中日ドラゴンズ）
- 坪内鋭雄（教育者・作家）
- 宇井伯寿（仏教学者・駒澤大学学長）
- 古田昴生（映画評論家）
- 堤幸彦（演出家、映画監督）
- 太田マサトシ（放送作家、構成作家）
- 三ツ矢雄二（声優）
- 春口廣（関東学院大学ラグビー部元監督）
- 長尾純一（ラグビー選手）
- 秋田豊（元サッカー選手・いわてグルージャ盛岡監督）
- 山村泰弘（サッカー選手・監督・FCマルヤス岡崎）
- 早坂良太（サッカー選手・北海道コンサドーレ札幌）
- 桑原克典（プロゴルファー）
- 宮地佑紀生（タレント）
- 佐野岳（俳優）
- 長江英和（俳優）
- 佳久創（俳優・元ラグビー選手）
- 舟木一夫 （歌手）
- 松尾陽介（元ザブングル）（元タレント）
- 小椋ケンイチ（おぐねぇー）（タレント）
- 酒巻清治（ハンドボール男子日本代表監督）
- 柳匠郎（ハンドボール選手・トヨタ紡織九州）
- 加藤嵩士（ハンドボール選手・大同特殊鋼）
- 熊田裕通（衆議院議員）
- 黒神遊夜（漫画家）
- NINA（NiziU）（2017年（平成29年）9月に転入後2018年（平成30年）に転校）

## 不祥事

### 愛知学院事件
1979年（昭和54年）、弱視を理由に差別された教員が事務職へ配置転換された。さらに2003年（平成15年）3月、それを理由に解雇を通告された。これに関して、帰後の処遇と人格権侵害をめぐり当人側が550万円の損害賠償を求めた事件。第一審は原告が勝訴し、学院側に220万の損害賠償の支払いが命じられた。学院側はこれを控訴したが、2006年（平成18年）11月22日、名古屋高等裁判所での第二審においても控訴は棄却され、第一審の判決が支持された。

### 柔道事故
卒業生の男性が柔道部員だった2017年（平成29年）5月、練習中に頭などを強打し、後遺症を負ったのは顧問の男性教諭が安全配慮義務を怠ったためだとして、学園側を提訴した。2022年（令和4年）12月に上村考由裁判長は学園側に約320万円の損害賠償を命じた。また判決理由として、床に後頭部や背中などを打ったことが原因で頭痛や吐き気などの症状が出る「脳脊髄液漏出症」を発症したと認定された。
愛知高等学校硬式野球部は、愛知県の野球名門校である「私学四強」(中京大中京、愛工大名電、東邦、享栄)に次ぐ強豪校の一角とされ、かつては私学四強に同校を加えた「私学五強」と称された。

## 甲子園出場実績
選抜高等学校野球大会（春のセンバツ大会）
- 1967年（昭和42年）（39回大会）：初戦敗退
- 1979年（昭和54年）（51回大会）：初戦敗退
- 1982年（昭和57年）（54回大会）：初戦敗退
- 1984年（昭和59年）（56回大会）：初戦敗退

全国高等学校野球選手権大会（夏の甲子園）
- 1952年（昭和27年）（34回大会）：2回戦敗退
- 1994年（平成6年）（76回大会）：3回戦敗退（ベスト16）

## アクセス
- 名古屋市営バス「光が丘」バス停より徒歩で約3分。
  - 同「猪高車庫」バス停より徒歩で約10分。
- 基幹バス「竹越」バス停より徒歩で約7分。
- 名古屋市営地下鉄名城線 自由ヶ丘駅より徒歩で約15分。

## 参考図書
- 『渋江抽斎』：新字新仮名 - 青空文庫（森鷗外著）